# Spring Valley (Kentucky)
Spring Valley es una ciudad ubicada en el condado de Jefferson en el estado estadounidense de Kentucky. En el Censo de 2010 tenía una población de 654 habitantes y una densidad poblacional de 1.268,9 personas por km².

## Geografía
Spring Valley se encuentra ubicada en las coordenadas 38°17′49″N 85°36′37″O / 38.29694, -85.61028. Según la Oficina del Censo de los Estados Unidos, Spring Valley tiene una superficie total de 0.52 km², de la cual 0.51 km² corresponden a tierra firme y (0.5%) 0 km² es agua.

## Demografía
Según el censo de 2010, había 654 personas residiendo en Spring Valley. La densidad de población era de 1.268,9 hab./km². De los 654 habitantes, Spring Valley estaba compuesto por el 91.74% blancos, el 3.52% eran afroamericanos, el 0% eran amerindios, el 3.06% eran asiáticos, el 0% eran isleños del Pacífico, el 0% eran de otras razas y el 1.68% pertenecían a dos o más razas. Del total de la población el 1.22% eran hispanos o latinos de cualquier raza.